# Tianyige
Tianyige (chiń. 天一阁, dosł. Pierwszy Pawilon pod Niebem) − najstarsza prywatna biblioteka w Chinach. Znajduje się w prowincji Zhejiang niedaleko jeziora Ming Hu w mieście Ningbo. W jej zbiorach znajduje się 300,000 woluminów, z których 80,000 to cymelia.

## Historia

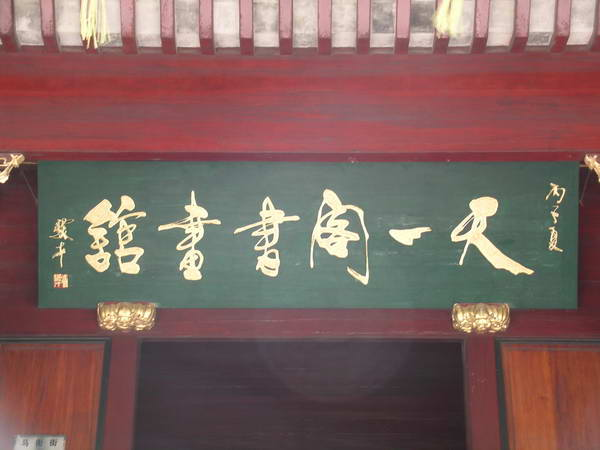
Muzeum i biblioteka Tianyige

Biblioteka została zbudowana w 1561 za czasów dynastii Ming. Jej założycielem był Fan Qin, urzędnik w służbie cesarza, który zarządzał w kilku miastach. Fan Qin kolekcjonował lokalne kroniki, akta dotyczące jinshi (wysocy urzędnicy cesarscy, mianowani po zdaniu egzaminu przeprowadzanego w obecności władcy) poszczególnych dynastii panujących. Istotną część kolekcji stanowiły książki podarowane przez przyjaciół i rękopisy. Dzięki jego staraniom, w chwili śmierci biblioteka liczyła 70 000 woluminów. Do naszych czasów dotrwało zaledwie 13 000 woluminów pochodzących z pierwotnych zbiorów.

## Legenda
Istnieje opowieść o Qian Xiuyun, siostrzenicy lokalnego urzędnika, która uwielbiała czytać, zapragnęła więc mieć dostęp do zbiorów Pawilonu Tianyi. W tym celu poślubiła mężczyznę z rodziny Fan Qin. Niestety właściciel wprowadził zasadę, według której kobiety nie mogły wchodzić do biblioteki i czytać tam książek. Prawdopodobnie Qian Xiuyun zmarła nie przeczytawszy ani jednej książki z biblioteki.